# Marcos Sequeiros
Marcos Sequeiros Esteve (Sevilla, España, 12 de diciembre de 1973) es un exfutbolista español que jugaba como delantero.

## Trayectoria
Formado en las categorías inferiores del Sevilla F. C., llegó al Real Sporting de Gijón "B" en la temporada 1992-93. En el tramo final de la temporada 1994-95 llegó a disputar tres partidos con el primer equipo en Primera División. Debutó en la máxima categoría el 21 de mayo de 1995 ante el Valencia C. F. En la siguiente campaña, siguió jugando con el filial sportinguista en Segunda División B por lo que, intentando continuar su progresión profesional, se marchó al C. D. Badajoz de Segunda División en el verano de 1996. Fue un suplente habitual en el conjunto pacense —sólo salió como titular en dos partidos— y logró anotar cinco goles en la Liga.
Para la temporada 1997-98 se incorporó al Club Atlético de Madrid "B", también de Segunda División. Tras un primer año discreto —cinco goles en quince partidos—, en la campaña 1998-99 anotó veinticinco goles que le permitieron ganar el Trofeo Pichichi junto a Catanha. Asimismo, el filial colchonero logró la mejor clasificación de su historia tras finalizar como subcampeón de la categoría de plata. Aunque llegó a jugar y marcar en algunos encuentros amistosos con el primer equipo, finalmente fue traspasado a la U. D. Las Palmas en julio de 1999. Su primera etapa en el cuadro canario duró un curso. Al margen del éxito del equipo, que se proclamó campeón de Segunda, en el plano individual Sequeiros no pudo repetir los registros goleadores de la temporada anterior y marcó ocho tantos. En septiembre de 2000, tras ser descartado y apartado del equipo por el técnico Sergio Krešić, se marchó cedido al Universidad de Las Palmas C. F., conjunto que realizaba su debut en Segunda División en esa temporada. Apenas tres meses después, regresó a la U. D. Las Palmas, donde concluyó la campaña sin tener minutos de juego.
En la temporada 2001-02, con la llegada de Fernando Vázquez al banquillo canario, volvió a formar parte del equipo, aunque su aportación fue escasa: catorce partidos en los que no consiguió marcar ningún gol. La campaña finalizó con el descenso de los amarillos a Segunda División. Tras resolver su contrato con la U. D. Las Palmas, en agosto de 2002, Sequeiros inició una nueva etapa en la categoría de plata con la S. D. Compostela, donde se reencontró con el gol: marcó nueve en treinta y dos jornadas de Liga. Sin embargo, al finalizar el curso, el equipo gallego, que había logrado la permanencia, fue descendido administrativamente. Sequeiros tuvo que buscar un nuevo acomodo, fichando finalmente por el Algeciras C. F., recién ascendido a Segunda. No tuvo suerte en esta nueva etapa, ni en el plano personal —sólo logró dos goles—, ni en el colectivo, ya que vivió un descenso por tercer año consecutivo. Siguió una campaña más con el Algeciras y, en 2005, se marchó al C. D. Leganés, también en Segunda División B. Perteneció dos campañas al cuadro pepinero y terminó su carrera en la temporada 2007-08 en la Tercera División madrileña con el C. U. Collado Villalba.
Tras su retirada, participó con el equipo de veteranos del Atlético de Madrid en el Campeonato Nacional de Liga de Fútbol Indoor.

## Clubes
| Club                            | País   | Año       |
| ------------------------------- | ------ | --------- |
| Sevilla F. C. "B"               | España | 1992      |
| Real Sporting de Gijón "B"      | España | 1992-1996 |
| C. D. Badajoz                   | España | 1996-1997 |
| Club Atlético de Madrid "B"     | España | 1997-1999 |
| U. D. Las Palmas                | España | 1999-2000 |
| Universidad de Las Palmas C. F. | España | 2000      |
| U. D. Las Palmas                | España | 2000-2002 |
| S. D. Compostela                | España | 2002-2003 |
| Algeciras C. F.                 | España | 2003-2005 |
| C. D. Leganés                   | España | 2005-2007 |
| C. U. Collado Villalba          | España | 2007-2008 |

## Palmarés

### Campeonatos nacionales
| Título           | Club             | País   | Año  |
| ---------------- | ---------------- | ------ | ---- |
| Segunda División | U. D. Las Palmas | España | 2000 |

### Distinciones individuales
| Distinción                         | Año  |
| ---------------------------------- | ---- |
| Trofeo Pichichi (Segunda División) | 1999 |